# Ліченко Олександр Валерійович
Олекса́ндр Вале́рійович Ліче́нко (нар. 10 серпня 1981) — український плавець в ластах.
Вихованець київської ДЮСШ ЦСТК ВВС ТСОУ, нині відомої, як «Аквалідер». Тренери: Яковлева О.В та Яковлев Є. О.
Багаторазовий призер чемпіонатів Світу, Європи, України та Кубків Світу. Рекордсмен України на дистанціях 400 м та 800 м під водою з аквалангом.
Заслужений Майстер спорту України.
У 2006 році закінчив Національний університет фізичного виховання та спорту України.